# تولى بلانشارد
تولى بلانشارد (بالإنجليزية: Tully Blanchard)‏ هو لاعب كرة قدم أمريكية أمريكي، ولد في 22 يناير 1954 في سان أنطونيو في الولايات المتحدة.

## وصلات خارجية
- تولى بلانشارد على موقع WrestlingData.com (الإنجليزية)
- تولى بلانشارد على موقع CageMatch worker (الإنجليزية)
- تولى بلانشارد على موقع قاعدة بيانات المصارعة على الإنترنت (الإنجليزية)
- تولى بلانشارد على موقع عالم المصارعة على الإنترنت (الإنجليزية)
- تولى بلانشارد على موقع عالم المصارعة على الإنترنت (الإنجليزية)
- تولى بلانشارد على موقع IMDb (الإنجليزية)
- تولى بلانشارد على موقع قاعدة بيانات الفيلم (الإنجليزية)